# Distretto di Abalessa
Il distretto di Abalessa è un distretto della provincia di Tamanrasset, in Algeria, con capoluogo Abalessa.